# Kata Tjuta
Kata Tjuta, de vegades escrit Tjuṯa (Kata Joota), i també com muntanyes Olga, són un grup de muntanyes de roca o bornhardts situades a 365 km al sud-oest d'Alice Springs al Territori del Nord d'Austràlia. Hi ha 36 muntanyes en dom que cobreixen una superfície de 21,68 km². Són roques fetes de conglomerat amb granit i basalt cimentat per pedra sorrenca. El mont Olga n'és el punt més alt, amb 1.066 metres d'altitud. A la zona, hi ha piscines naturals del tipus guelta de les zones àrides.
El parc es considera sagrat per als Aborígens australians.

## Llegendes
Hi ha moltes llegendes del poble Pitjantjatjara associades amb aquest lloc, per exemple les de la gran serp reina Wanambi que es diu que vivia dalt de la muntanya i només en baixava durant l'estació seca.

## Galeria

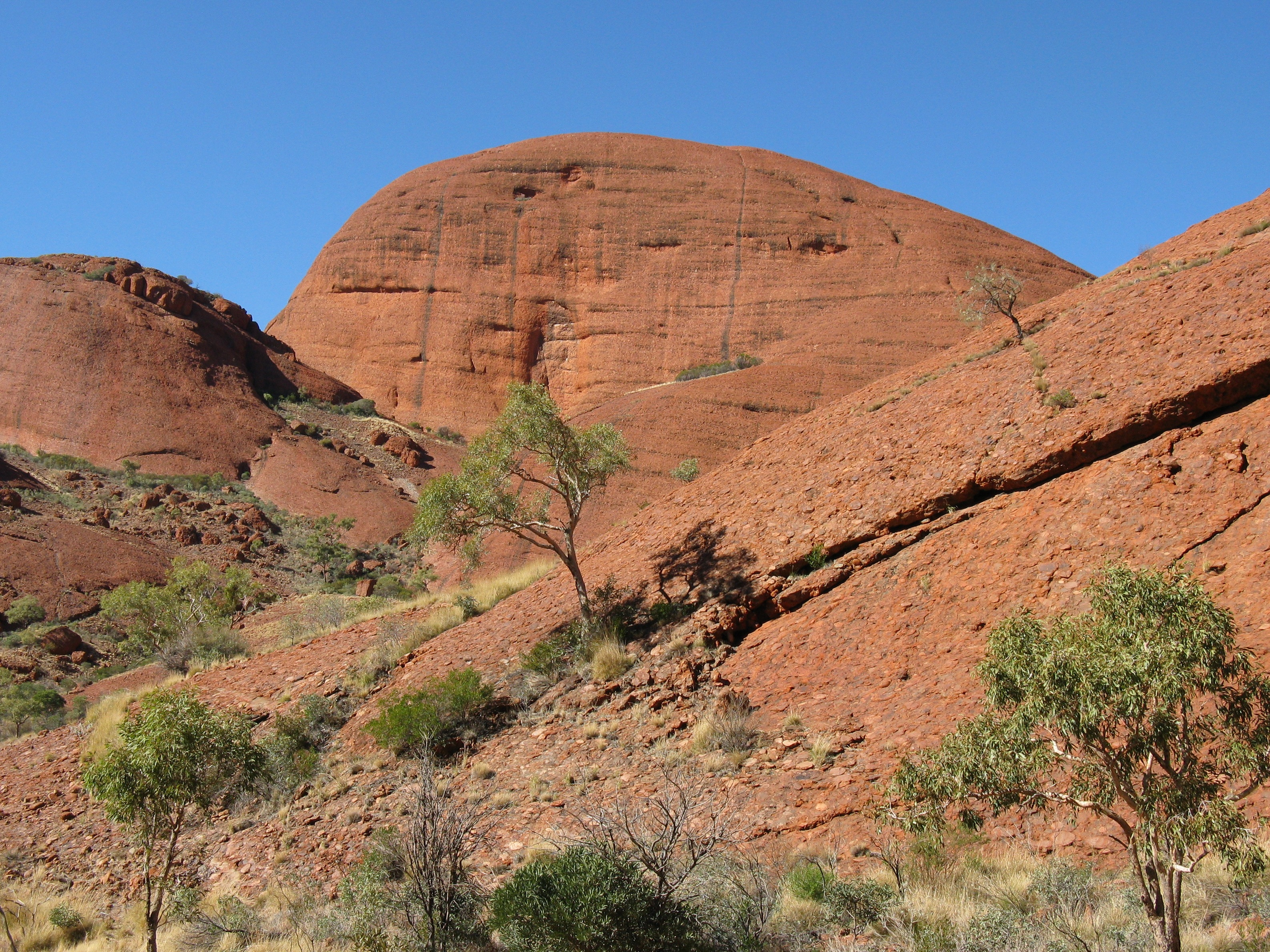
Vall dels vents a Kata Tjuta
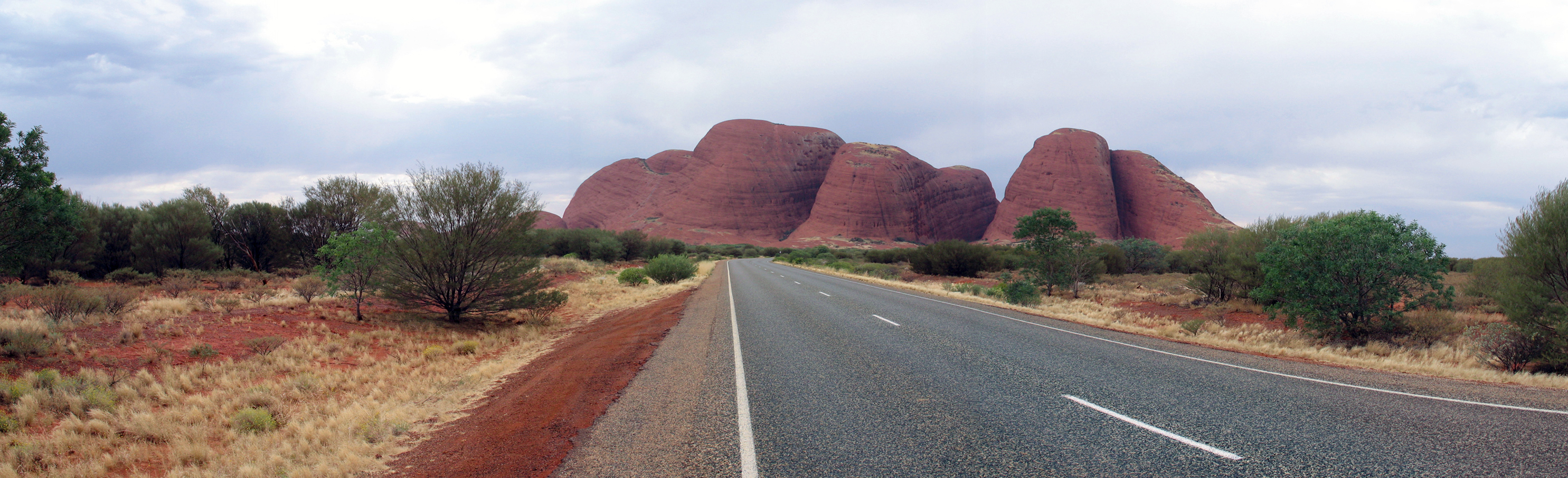
Kata Tjuta
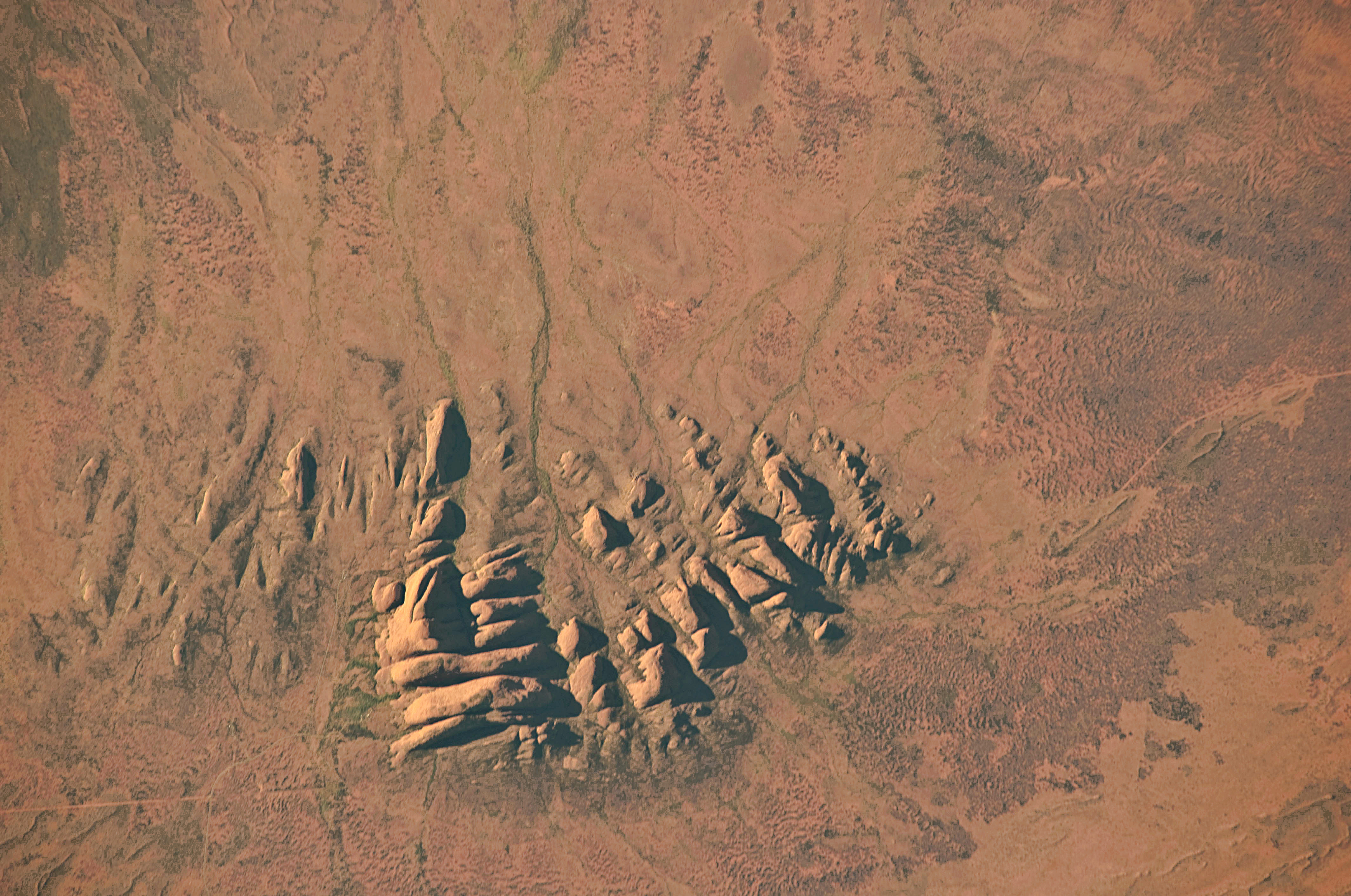
Foto des de l'espai de Kata Tjuta